# Conirostrum fraseri
El conirrostro ocráceo (Conirostrum fraseri) es una especie —o la subespecie Conirostrum cinereum fraseri, dependiendo de la clasificación considerada— de ave paseriforme de la familia Thraupidae, perteneciente al género Conirostrum. Es nativo del noroeste de América del Sur.

## Distribución y hábitat
Se distribuye desde los Andes del suroeste de Colombia (Nariño) hasta el suroeste de Ecuador (Loja).
Esta especie es considerada por lo general común en sus hábitats naturales: los matorrales, áreas semiabiertas, bosques bajos y jardines, especialmente en regiones áridas, pero también en regiones húmedas, hasta 3500 m de altitud.

## Sistemática

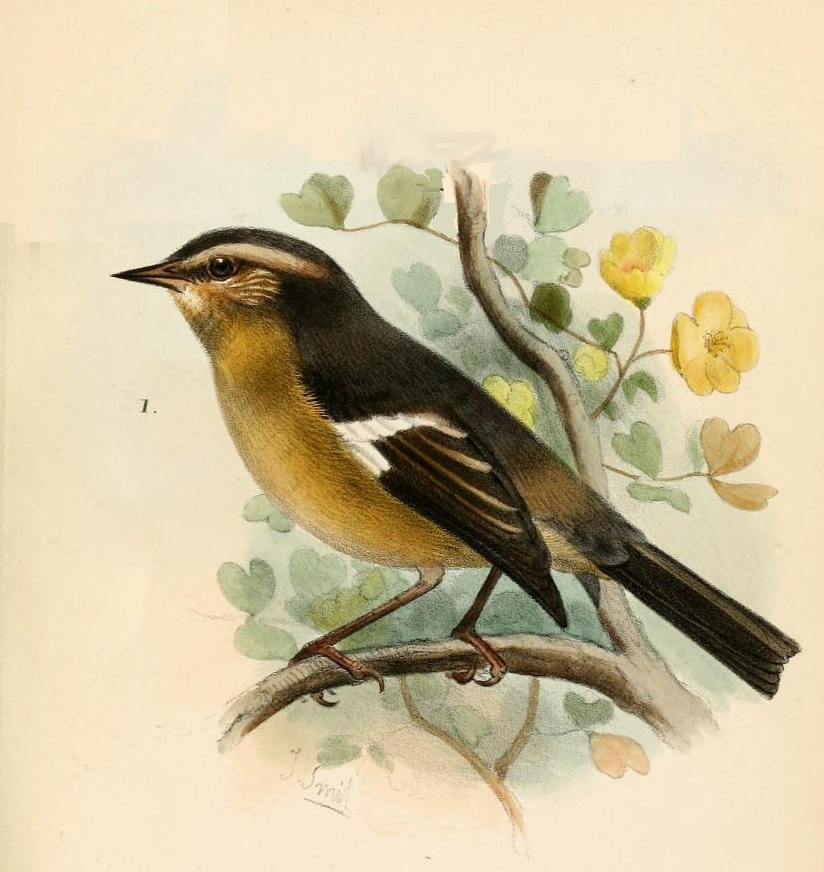
Conirostrum fraseri, ilustración de Smit en Catalogue of the birds in the British Museum, 1886.

### Descripción original
La especie C. fraseri fue descrita por primera vez por el zoólogo británico Philip Lutley Sclater en 1859 bajo el mismo nombre científico; su localidad tipo es: «Cuenca, Ecuador».

### Etimología
El nombre genérico neutro Conirostrum se compone de las palabras latinas «conus»: cono, y  «rostrum»: pico; y el nombre de la especie «fraseri» conmemora al naturalista y colector británico Louis Fraser (1819–1883).

### Taxonomía
La presente especie es tradicionalmente tratada como una subespecie del conirrostro cinéreo (Conirostrum cinereum), pero las clasificaciones Aves del Mundo (HBW) y Birdlife International (BLI) la consideran una especie separada basándose principalmente en las diferencias de plumaje y ecología. Dicha separación todavía no es seguida por otras clasificaciones. Es monotípica.